# Visionneuse de fichiers
Un visualiseur de fichiers est un utilitaire logiciel d'application sur les systèmes d'exploitation, tels que Linux, macOS, ou Microsoft Windows. Le visualiseur de fichiers est responsable de l'accès des utilisateurs aux fichiers situés sur un dispositif de stockage de données. Les visualiseurs de fichiers permettent à l'utilisateur d'ouvrir et de voir le contenu d'un appareil, comme un ordinateur personnel (PC) ou un téléphone mobile.

## Aperçu
Les applications de visualisation de fichiers peuvent être classées comme suit :
- Visualiseur de fichiers uniquement : permet de visualiser sans modifier les fichiers.
- Visualiseur et Convertisseur : permet de visualiser des données, d'exporter dans un autre format de fichier, et de copier dans le presse-papiers[2].
- Visualiseur et Éditeur : permet de visualiser, modifier ou créer des fichiers.

La différence de fonctionnalité entre les visualiseurs de fichiers résulte des licences des formats propriétaires. Par exemple, Acrobat Reader permet de visualiser des fichiers .PDF, tandis qu'Adobe Photoshop est nécessaire pour les créer.
Les visualiseurs de fichiers multimédia, tels que les lecteurs vidéo, reposent sur des codecs vidéo pour lire divers formats de fichiers.
Des éditeurs comme Audacity permettent d'ouvrir des fichiers en tant que « données brutes », utilisées pour créer de l'art du glitch,,.
Certains visualiseurs de fichiers sont des filtres qui traduisent les fichiers binaires en texte brut (par exemple, Anticor). Cependant, certaines informations peuvent être perdues en fonction des routines de traduction.
Les Visionneuse d'image permettent d'afficher des fichiers graphiques. Certains, comme IrfanView, lisent plusieurs formats de fichiers graphiques, tandis que d'autres en supportent un seul. Un Navigateur web est également un type de visualiseur qui rend le balisage HTML en une présentation conviviale et peut afficher des fichiers multimédias tels que des images et vidéos.

## Exemples de visualiseurs de fichiers

### Fichiers texte brut
- Less (Unix)
- gedit (Unix)
- more (Unix)
- vi
- Bloc-notes

### Documents Microsoft Office
- Microsoft Word Viewer
- Microsoft Excel Viewer
- PowerPoint Viewer
- Antiword

### Fichiers PDF
- Adobe Acrobat
- Atril
- Evince
- PDF.js

### Fichiers image
- Directory Opus
- IrfanView
- ACDSee
- XnView

### Fichiers vidéo et audio
- Media Player Classic
- Windows Media Player
- VLC

### Fichiers binaires
- UltraEdit
- Midnight Commander
- ExifTool

### Fichiers de code source des langages de programmation
- Notepad++
- VS Code

### Fichiers VRML et modèles 3D
- VRML Viewer
- FreeWRL
- view3dscene
- Microsoft 3D viewer

### Fichiers de plan Microsoft Project
- Microsoft Project
- Seavus Project Viewer